# Aphodius brusewitzi
Aphodius brusewitzi là một loài bọ cánh cứng trong họ Scarabaeidae. Loài này được Landin miêu tả khoa học năm 1974.